# Panique de 1796-1797
La panique de 1796-1797 a été une série de ralentissements des marchés du crédit en Grande-Bretagne et aux États-Unis nouvellement rétablis en 1796, qui ont entraîné des ralentissements commerciaux plus importants. Aux États-Unis, les problèmes sont apparus pour la première fois lorsqu'une bulle de spéculation foncière a éclaté en 1796. La crise s'est aggravée lorsque la Banque d'Angleterre a suspendu les paiements d'espèces le 25 février 1797 en vertu de la loi sur les restrictions bancaires de 1797. Les directeurs de la Banque craignaient l'insolvabilité lorsque les titulaires de comptes anglais, nerveux face à une possible invasion française, ont commencé à retirer leurs dépôts en livres sterling plutôt qu'en billets de banque. Conjuguée à l'effondrement de la bulle spéculative du marché immobilier américain, l'action de la Banque d'Angleterre a eu des répercussions déflationnistes sur les marchés financiers et commerciaux des États côtiers des États-Unis et des Caraïbes au début du XIXe siècle. 
Les scandales associés à ces incidents et à d'autres ont incité le Congrès des États-Unis à adopter la loi sur les faillites de 1800, sur le modèle de la pratique anglaise, qui limitait aux commerçants, aux banquiers et aux courtiers le droit de demander à un créancier d'obtenir une réparation. Cette loi avait une durée de cinq ans, mais elle a été abrogée au bout de trois ans.